# سان خوان (الأرجنتين)
سان خوان هي عاصمة محافظة سان خوان الأرجنتينية في إقليم كويو. في عام 2001 كان عدد سكانها 112,778 نسمة. وتقع المدينة في وادي خصيب داخل منطقة جبلية صخرية.
درجات الحرارة في فصل الشتاء تكون معتدلة عموما، وفي المتوسط بين 1 و 16 درجة مئوية، ولكن يمكن ان تنخفض إلى أقل من -8. أما فصل الصيف يكون حارا بمتوسط 19 و 35 درجة مئوية واقصاها نحو 45 درجة.
لديها بنية تحتية هامة لأماكن الإقامة والنقل.

## المناخ
يظهر الجدول التالي التغييرات المناخية على مدار السنة لسان خوان:
| البيانات المناخية لـسان خوان               | البيانات المناخية لـسان خوان | البيانات المناخية لـسان خوان | البيانات المناخية لـسان خوان | البيانات المناخية لـسان خوان | البيانات المناخية لـسان خوان | البيانات المناخية لـسان خوان | البيانات المناخية لـسان خوان | البيانات المناخية لـسان خوان | البيانات المناخية لـسان خوان | البيانات المناخية لـسان خوان | البيانات المناخية لـسان خوان | البيانات المناخية لـسان خوان | البيانات المناخية لـسان خوان |
| الشهر                                      | يناير                        | فبراير                       | مارس                         | أبريل                        | مايو                         | يونيو                        | يوليو                        | أغسطس                        | سبتمبر                       | أكتوبر                       | نوفمبر                       | ديسمبر                       | المعدل السنوي                |
| ------------------------------------------ | ---------------------------- | ---------------------------- | ---------------------------- | ---------------------------- | ---------------------------- | ---------------------------- | ---------------------------- | ---------------------------- | ---------------------------- | ---------------------------- | ---------------------------- | ---------------------------- | ---------------------------- |
| الدرجة القصوى °م (°ف)                      | 45.4 (113.7)                 | 45.1 (113.2)                 | 42.1 (107.8)                 | 39.3 (102.7)                 | 38.1 (100.6)                 | 37.6 (99.7)                  | 36.6 (97.9)                  | 38.5 (101.3)                 | 41.8 (107.2)                 | 42.5 (108.5)                 | 44.5 (112.1)                 | 46.7 (116.1)                 | 46.7 (116.1)                 |
| متوسط درجة الحرارة الكبرى °م (°ف)          | 34.9 (94.8)                  | 33.4 (92.1)                  | 30.3 (86.5)                  | 25.2 (77.4)                  | 20.5 (68.9)                  | 16.9 (62.4)                  | 16.5 (61.7)                  | 19.9 (67.8)                  | 23.2 (73.8)                  | 28.1 (82.6)                  | 31.6 (88.9)                  | 34.2 (93.6)                  | 26.2 (79.2)                  |
| المتوسط اليومي °م (°ف)                     | 27.1 (80.8)                  | 25.5 (77.9)                  | 22.8 (73.0)                  | 17.2 (63.0)                  | 12.2 (54.0)                  | 8.3 (46.9)                   | 7.7 (45.9)                   | 10.6 (51.1)                  | 14.4 (57.9)                  | 19.8 (67.6)                  | 23.4 (74.1)                  | 26.3 (79.3)                  | 17.9 (64.2)                  |
| متوسط درجة الحرارة الصغرى °م (°ف)          | 19.5 (67.1)                  | 18.2 (64.8)                  | 16.2 (61.2)                  | 10.7 (51.3)                  | 5.8 (42.4)                   | 1.5 (34.7)                   | 0.7 (33.3)                   | 2.9 (37.2)                   | 6.5 (43.7)                   | 11.4 (52.5)                  | 14.8 (58.6)                  | 18.0 (64.4)                  | 10.5 (50.9)                  |
| أدنى درجة حرارة °م (°ف)                    | 7.8 (46.0)                   | 7.5 (45.5)                   | 2.5 (36.5)                   | −1.6 (29.1)                  | −4.1 (24.6)                  | −9.2 (15.4)                  | −9.0 (15.8)                  | −7.2 (19.0)                  | −5.1 (22.8)                  | −0.5 (31.1)                  | 2.1 (35.8)                   | 6.5 (43.7)                   | −9.2 (15.4)                  |
| الهطول مم (إنش)                            | 15.7 (0.62)                  | 18.9 (0.74)                  | 11.2 (0.44)                  | 4.4 (0.17)                   | 4.4 (0.17)                   | 1.6 (0.06)                   | 3.5 (0.14)                   | 3.2 (0.13)                   | 5.6 (0.22)                   | 3.6 (0.14)                   | 7.0 (0.28)                   | 11.6 (0.46)                  | 90.7 (3.57)                  |
| متوسط أيام هطول الأمطار (≥ 0.1 mm)         | 3.5                          | 2.9                          | 2.5                          | 1.3                          | 1.2                          | 0.5                          | 1.1                          | 0.9                          | 1.8                          | 1.1                          | 1.6                          | 2.3                          | 20.7                         |
| متوسط الرطوبة النسبية (%)                  | 44.3                         | 47.1                         | 54.5                         | 57.9                         | 61.4                         | 62.5                         | 57.8                         | 48.2                         | 43.8                         | 39.6                         | 38.9                         | 40.1                         | 49.7                         |
| ساعات سطوع الشمس الشهرية                   | 337.9                        | 293.8                        | 282.1                        | 273.0                        | 232.5                        | 207.0                        | 238.7                        | 254.2                        | 264.0                        | 303.8                        | 324.0                        | 350.3                        | 3٬361٫3                      |
| نسبة وصول أشعة الشمس                       | 78                           | 78                           | 74                           | 81                           | 71                           | 68                           | 75                           | 74                           | 74                           | 76                           | 79                           | 80                           | 76                           |
| المصدر #1: Servicio Meteorológico Nacional |                              |                              |                              |                              |                              |                              |                              |                              |                              |                              |                              |                              |                              |
| المصدر #2: UNLP (sun only)                 |                              |                              |                              |                              |                              |                              |                              |                              |                              |                              |                              |                              |                              |

## توأمة
لسان خوان (الأرجنتين) اتفاقيات توأمة مع كل من:
- نيرخا
- فيكوينا
- كوكيمبو

## أعلام
- ليوبولدو برافو
- رافائيل إغليسياس
- لويس خورخي فونتانا
- ليوبولدو ألفريدو برافو
- خوسيه فرنسيسكو ألفاريز
- رودريغو كيروغا
- خوسيه نيهين
- إيمانويل ماس
- دومينغو فاوستينو سارمينتو
- روبن بوتا

## وصلات خارجية
- الموقع الرسمي لمحافظة سان خوان (إسبانية)
- بلدية سان خوان نسخة محفوظة 31 أكتوبر 2014 على موقع واي باك مشين. - الموقع الرسمي